# ...Nothing Like the Sun
| 전문가 평가                   | 전문가 평가 |
| 평가 점수                     | 평가 점수   |
| 출처                          | 점수        |
| ----------------------------- | ----------- |
| AllMusic                      | [ 1 ]       |
| Chicago Tribune               | [ 2 ]       |
| Encyclopedia of Popular Music | [ 3 ]       |
| Los Angeles Times             | [ 4 ]       |
| Orlando Sentinel              | [ 5 ]       |
| Rolling Stone                 | [ 6 ]       |
| The Rolling Stone Album Guide | [ 7 ]       |
| The Village Voice             | B           |

《...Nothing Like the Sun》은 영국의 싱어송라이터 스팅의 두 번째 솔로 스튜디오 음반이고, 1987년 10월 13일, A&M 레코드에서 발매되었다. 이 음반은 팝 록, 소프트 록, 재즈, 레게, 월드 뮤직, 어쿠스틱 록, 댄스 록, 펑크 록의 장르를 탐구한다. 이 곡들은 1987년 3월~8월, 몬트세랫의 에어 스튜디오에서 열린 세션에서 음반 제작자 휴 패드검, 브라이언 로렌, 닐 도프스먼의 도움을 받아 녹음되었다. 전직 더 폴리스 멤버 앤디 서머스, 에릭 클랩튼, 마크 노프플러, 하이럼 블록 등 다수의 유명 게스트 기타리스트들이 참여하고 있으며, 일반적으로 스팅의 초기 작품에서 보다 부드럽고 성인 지향적인 사운드의 정점으로 평가받고 있다.
발매된 음반은 대다수의 음악 비평가들로부터 호평을 받았고 1989년에는 《롤링 스톤》이 선정한 "80년대 베스트 음반 100개" 목록에서 90위에 올랐다. 〈We'll Be Together〉, 〈Be Still My Beating Heart〉, 〈Englishman in New York〉, 〈Fragile〉, 〈They Dance Alone〉이 모두 싱글로 발매되었다.

## 상업적 성과
미국에서 이 음반은 1987년 10월 31일에 미국 빌보드 200 차트 54위로 데뷔했으며, 결국 발매 3주째에 9위로 정점을 찍었다. 이 음반은 이 차트에서 총 52주를 보냈다. 1991년 10월 24일, 이 음반은 미국 음반 산업 협회로부터 200만장 이상의 판매량을 인정받았다.
영국에서 이 음반은 데뷔하여 영국 음반 차트에서 1위를 차지했다. 2주째에 그 음반은 3위로 떨어졌다. 이 차트에서 총 42주를 보냈다. 이 음반은 영국 축음기 협회로부터 30만 장 이상의 판매고를 올린 것으로 플래티넘 인증을 받았다. 현재까지 이 음반은 전세계적으로 1,800만장 이상이 팔리며 스팅의 가장 성공적인 음반 발매가 되었다.

## 곡 목록
모든 곡들은 특별한 언급이 없는 한 스팅에 의해 작사/작곡하였다.
| #  | 제목                          | 재생 시간 |
| -- | ----------------------------- | --------- |
| 1. | 〈The Lazarus Heart〉         | 4:34      |
| 2. | 〈Be Still My Beating Heart〉 | 5:32      |
| 3. | 〈Englishman in New York〉    | 4:25      |

| #  | 제목                              | 재생 시간 |
| -- | --------------------------------- | --------- |
| 4. | 〈History Will Teach Us Nothing〉 | 4:58      |
| 5. | 〈They Dance Alone〉              | 7:16      |
| 6. | 〈Fragile〉                       | 3:54      |

| #  | 제목                     | 재생 시간 |
| -- | ------------------------ | --------- |
| 7. | 〈We'll Be Together〉    | 4:52      |
| 8. | 〈Straight to My Heart〉 | 3:55      |
| 9. | 〈Rock Steady〉          | 4:27      |

| #   | 제목                    | 작사·작곡           | 재생 시간 |
| --- | ----------------------- | ------------------- | --------- |
| 10. | 〈Sister Moon〉         |                     | 3:46      |
| 11. | 〈Little Wing〉         | 지미 헨드릭스       | 5:04      |
| 12. | 〈The Secret Marriage〉 | 한스 아이슬러, 스팅 | 2:03      |

## 인증
| 국가                                                  | 인증        | 판매량/출하량 |
| ----------------------------------------------------- | ----------- | ------------- |
| 벨기에 (BEA)                                          | 플래티넘    | 0*            |
| 캐나다 (뮤직 캐나다)                                  | 플래티넘    | 100,000^      |
| 프랑스 (SNEP)                                         | 2× 플래티넘 | 689,200       |
| 독일 (BVMI)                                           | 플래티넘    | 500,000^      |
| 홍콩 (IFPI 홍콩)                                      | 골드        | 10,000*       |
| 이탈리아                                              | —           | 460,000       |
| 일본 (오리콘 차트)                                    | —           | 221,000       |
| 네덜란드 (NVPI)                                       | 2× 플래티넘 | 200,000^      |
| 뉴질랜드 (RMNZ)                                       | 골드        | 7,500^        |
| 포르투갈 (AFP)                                        | 골드        | 20,000^       |
| 스페인 (PROMUSICAE)                                   | 플래티넘    | 100,000^      |
| 스위스 (IFPI 스위스)                                  | 2× 플래티넘 | 100,000^      |
| 영국 (BPI)                                            | 플래티넘    | 300,000^      |
| 미국 (RIAA)                                           | 2× 플래티넘 | 2,000,000^    |
| *판매량을 기반으로 한 인증 ^출하량을 기반으로 한 인증 |             |               |